# 니노미야 히로카즈
니노미야 히로카즈(일본어: 二宮 洋一, 1917년 11월 22일 ~ 2000년 3월 7일)는 일본의 전직 축구 선수로 선수 시절 포지션은 공격수였으며 1951년 아시안 게임 동메달리스트였다.

## 선수 시절

### 클럽
1917년 11월 22일 일본 효고현 출생으로 고베 다이이치 고등학교를 거쳐 게이오기주쿠 대학에 입학한 후 1937년 천황배 우승을 맛보았으며 이후 게이오 BRB에 입단하여 천황배 6회 우승(1936년, 1939년, 1940년, 1951년, 1952년, 1954년)을 이끌어내는 등 천황배에서만 무려 7회 우승의 대업을 이뤄냈다.

### 국가대표팀
게이오기주쿠 대학에 재학 중이던 1940년 6월 16일 일본 A대표팀에 첫 발탁된 이후 필리핀과의 A매치 데뷔전에서 승리를 거두었다. 
이후 1951년 아시안 게임에 플레잉코치로 3경기에 출전하여 이란과의 준결승 재경기에서 득점을 기록했고 팀은 비록 2-3으로 지며 결승 진출에 실패했지만 아프가니스탄과의 동메달 결정전에서 2-0으로 승리하며 아시안 게임 초대 대회 동메달을 목에 걸었다. 
그리고 1954년 아시안 게임에도 출전한 뒤 A매치 통산 6경기 1골의 기록을 남긴 채 은퇴했으며 2000년 3월 7일 도쿄 미나토구에서 향년 82세를 일기로 별세했다.

## 통계
| 일본 | 일본 | 일본 |
| 연도 | 출전 | 득점 |
| ---- | ---- | ---- |
| 1940 | 1    | 0    |
| 1941 | 0    | 0    |
| 1942 | 0    | 0    |
| 1943 | 0    | 0    |
| 1944 | 0    | 0    |
| 1945 | 0    | 0    |
| 1946 | 0    | 0    |
| 1947 | 0    | 0    |
| 1948 | 0    | 0    |
| 1949 | 0    | 0    |
| 1950 | 0    | 0    |
| 1951 | 2    | 1    |
| 1952 | 0    | 0    |
| 1953 | 0    | 0    |
| 1954 | 3    | 0    |
| 통산 | 6    | 1    |